# 中里勝芳
中里 勝芳（なかざと かつよし）は、流体工学、生物物理学の研究者、日本大学文理学部物理生命システム科学科教授（理学博士(東京理科大学)）。
1978年、東京理科大学理学部応用化学科卒業、1984年、東京理科大学大学院理学研究科単位取得満期退学、新潟薬科大学助手、東京理科大学、理化学研究所、日本原子力研究所、日本大学助教授を経て現職。1992年 理学博士、論文の題は「STUDIES ON PREPARATION OF AMINO- AND CARBOXYL-TERMINAL HALF-MOLECULES OF OVOTRANSFERRIN CONTAINING A SINGLE METAL-BINDING SITE(単一の金属結合サイトをもつオボトランスフェリンのアミノ及びカルボキシル-末端側半分子の作製に関する研究)」。

## 研究分野
- 植物の光合成
- 結晶作製装置の開発
- バイオメカニクス
- 水力発電装置の開発

## 所属学会・団体
- 日本生物物理学会
- 日本化学会

## 主な著書
- Cloning and sequence analyses of five extrinsic proteins in diatom PSII

## 主な公開特許
- 非イオン性界面活性剤自動除去装置 特願平9-174884
- タンパク質の溶解度測定方法及び装置 特願2003-097984号